# Uiwang
Uiwang (Uiwang-si; 의왕시; 義王市) è una città della provincia sudcoreana del Gyeonggi.